# Tour Carpe Diem
La tour Carpe Diem est un gratte-ciel du quartier de La Défense à l'Ouest de Paris (France) initié par Aviva.
L'architecte de ce projet est Robert A. M. Stern surpassant Jacques Ferrier et Norman Foster lors du concours.

## Détails du projet
L'accent est mis sur les aspects écologique, esthétique et pratique, reliant la rue pour en faire une place vivante et commerciale.
L’ensemble immobilier, situé dans la poire historique du quartier d’affaires de La Défense, en arrière de l’esplanade et en bordure du boulevard urbain, est composé d’un immeuble de 166 mètres (hauteur depuis le boulevard circulaire)  à usage de bureaux de 47 100 m2 SHON, dont 310 m2 de commerces de restauration. Elle peut accueillir plus de 3 000 personnes.
La construction est certifiée HQE, THPE 2005. Historiquement, la Tour Carpe Diem est la première tour française « LEED Platinum ».
La tour est construite par un groupement entre Spie SCGPM (Groupe Spie Batignolles) et BESIX.

## Occupation
- RdC à 4 : Commerces et espaces communs
- 5 à 7 : Chubb (assurance) depuis juin 2019
- 8 à 9 : Amazon Web Services (cloud computing) depuis 2018
- 10 à 15 : Invivo (coopération agricole) à partir de septembre 2016 pour travaux
- 16 à 18 : Verallia (emballage en verre) depuis mai 2016
- 19 : Micro Focus depuis l'été 2018
- 20 à 24 : DXC Technology (conseil et services informatiques) depuis janvier 2016
- 25 à 27 : AstraZeneca (pharmacie) depuis janvier 2016
- 28 à 34 : Thales (sécurité et défense) jusqu’en 2022.
- 35 : Terrasse panoramique

Les baux signés par les locataires sont annoncés pour une durée de 9 ans.

## Calendrier du projet
Le calendrier du projet de 2007 à 2013 était le suivant :
- Juillet 2007 : Annonce du projet par Aviva
- 8 janvier 2008 : Désignation de Robert A. M. Stern, architecte du projet
- 30 juillet 2008 : dépôts des permis de démolir et de construire, préparation de l'avant-projet sommaire et de l’avant-projet définitif.
- 18 décembre 2008 : obtention du permis de construire
- Mai 2009 : obtention du permis de construire et de démolir définitif
- Janvier 2010 : signature d'un partenariat entre Aviva et Predica
- Février 2010 : démarrage des travaux de démolition de l'existant
- Février 2011 : montage de la première grue à tour
- Octobre 2012 : début de montage de la coiffe
- 7 octobre 2012 : montage d'une troisième grue
- 14 octobre 2012 : démontage d'une grue
- 11 novembre 2012 : La construction de l'armature de la coiffe est terminée
- 28 décembre 2012 : La dernière grue commence à être démontée
- 17 septembre 2013 : Livraison de la tour.

### Photographie

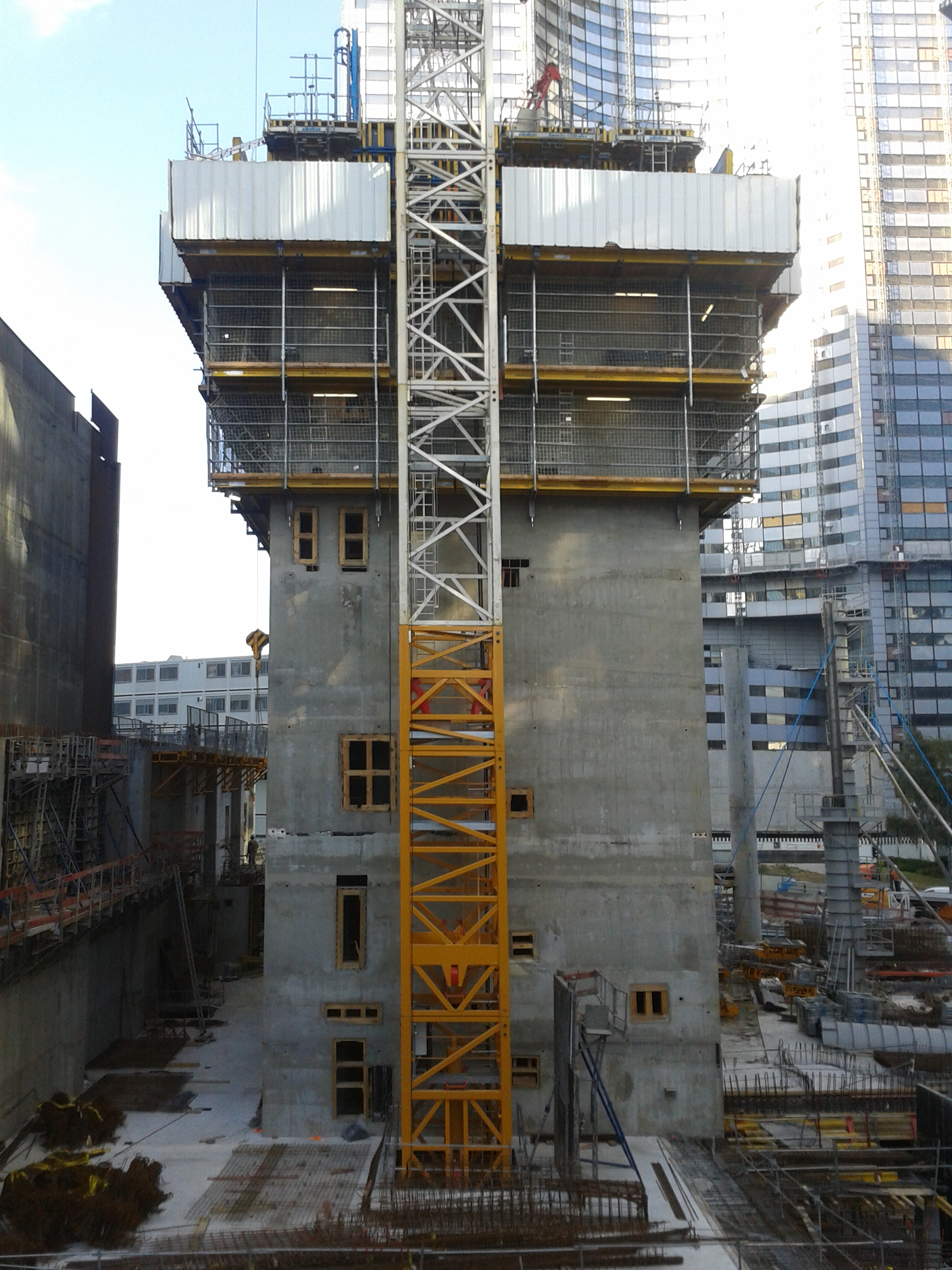
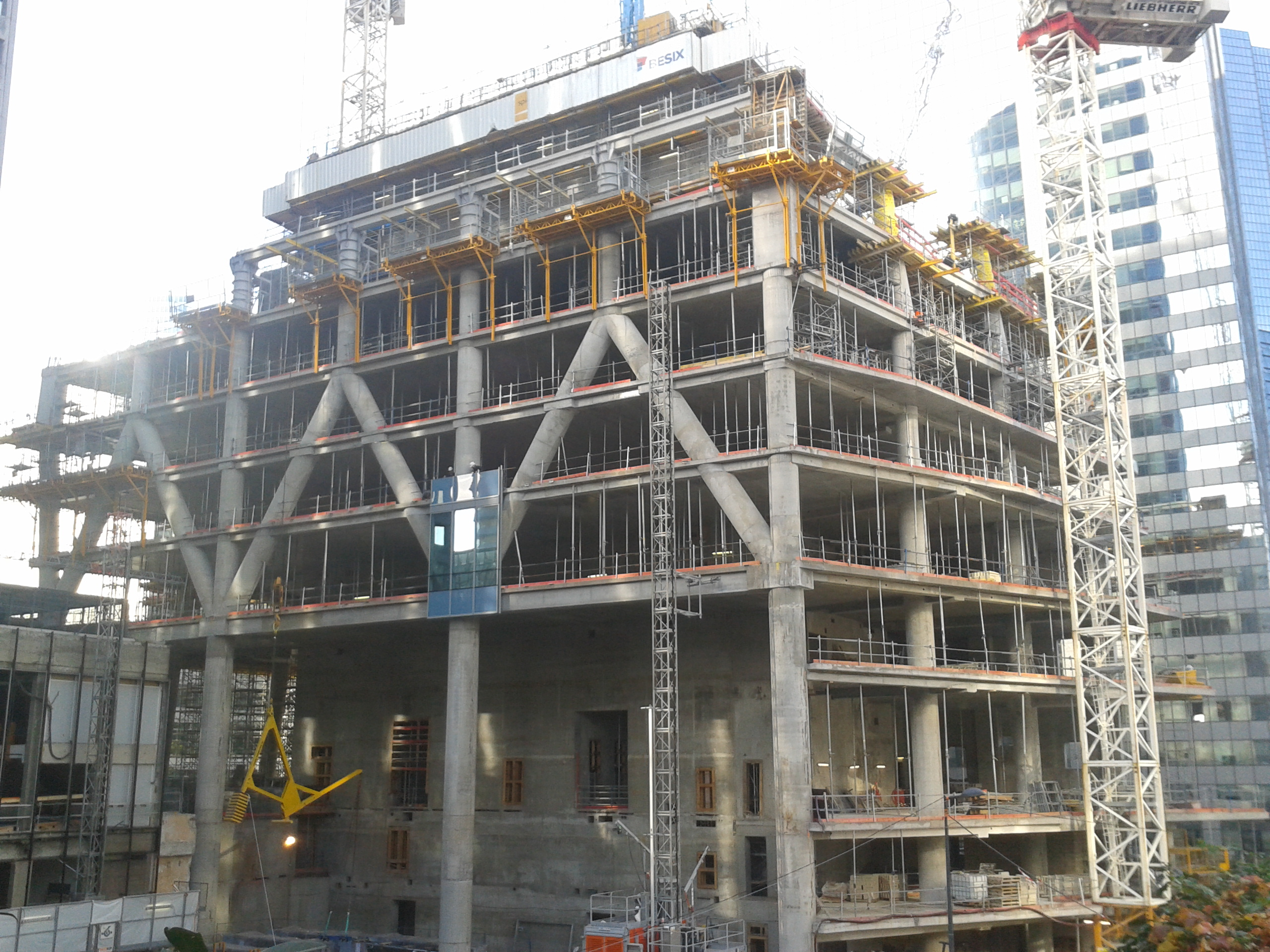
Le chantier le 27 novembre 2011
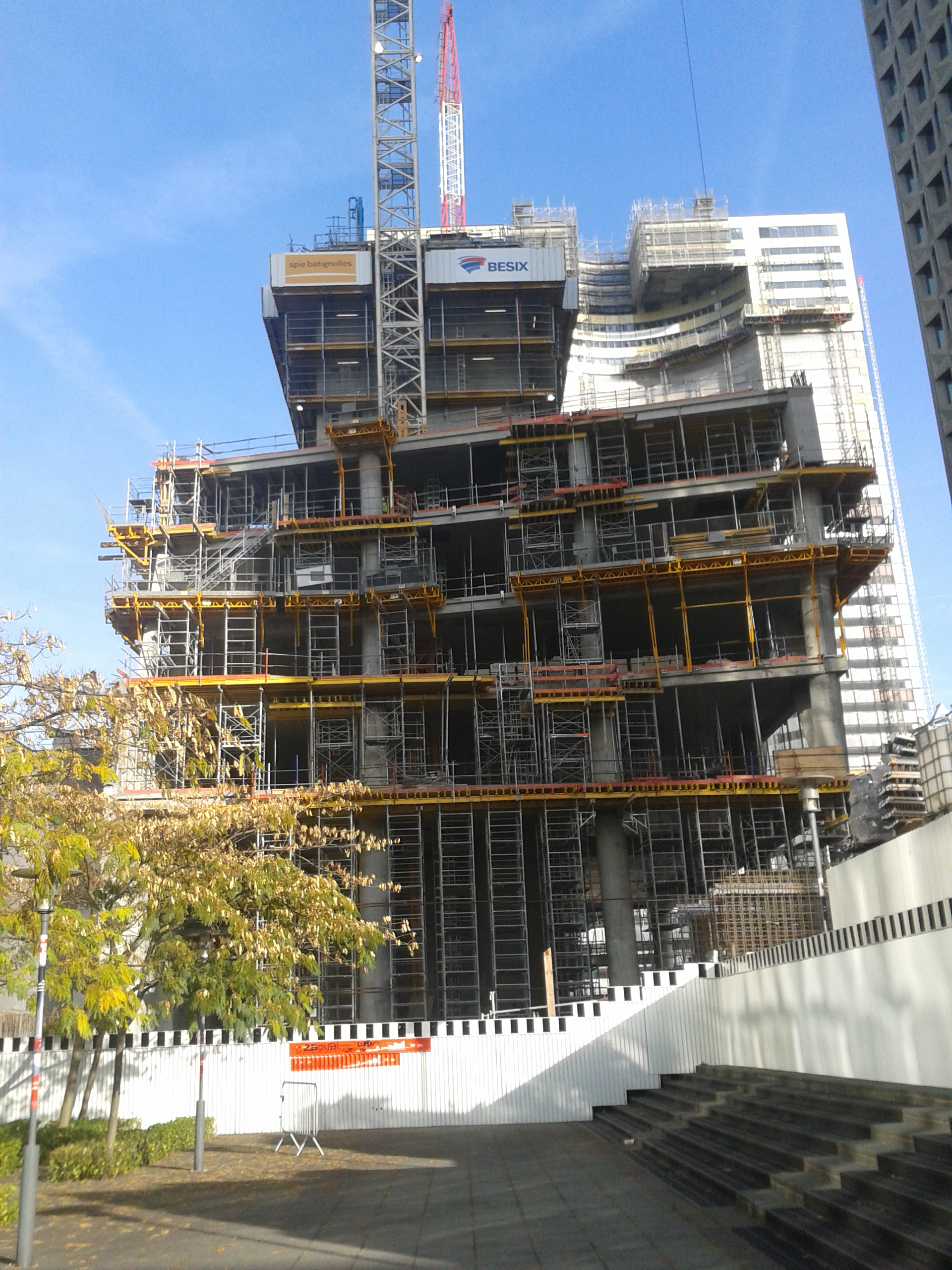
Le chantier le 27 novembre 2011
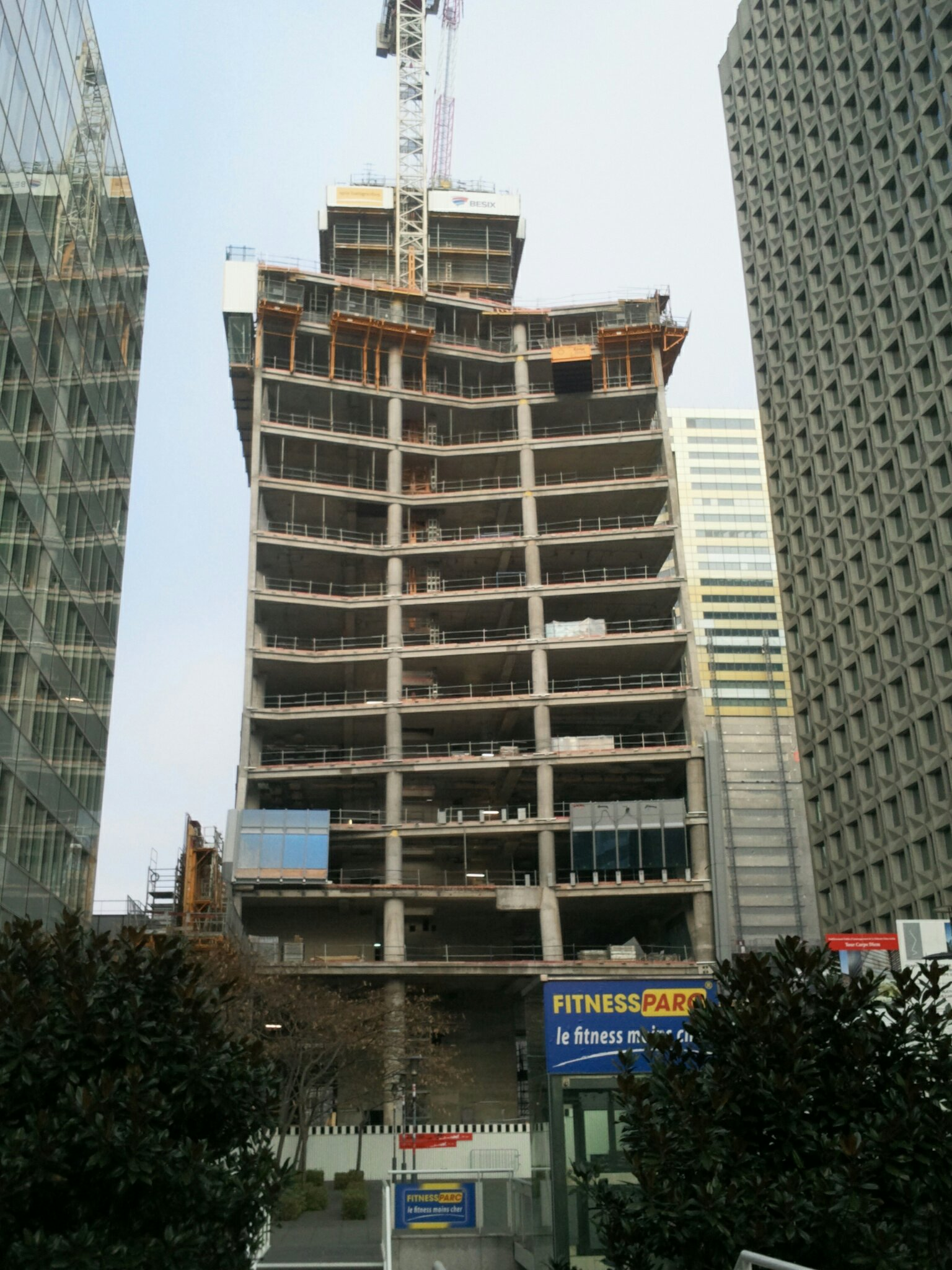
le chantier le 29 janvier 2012
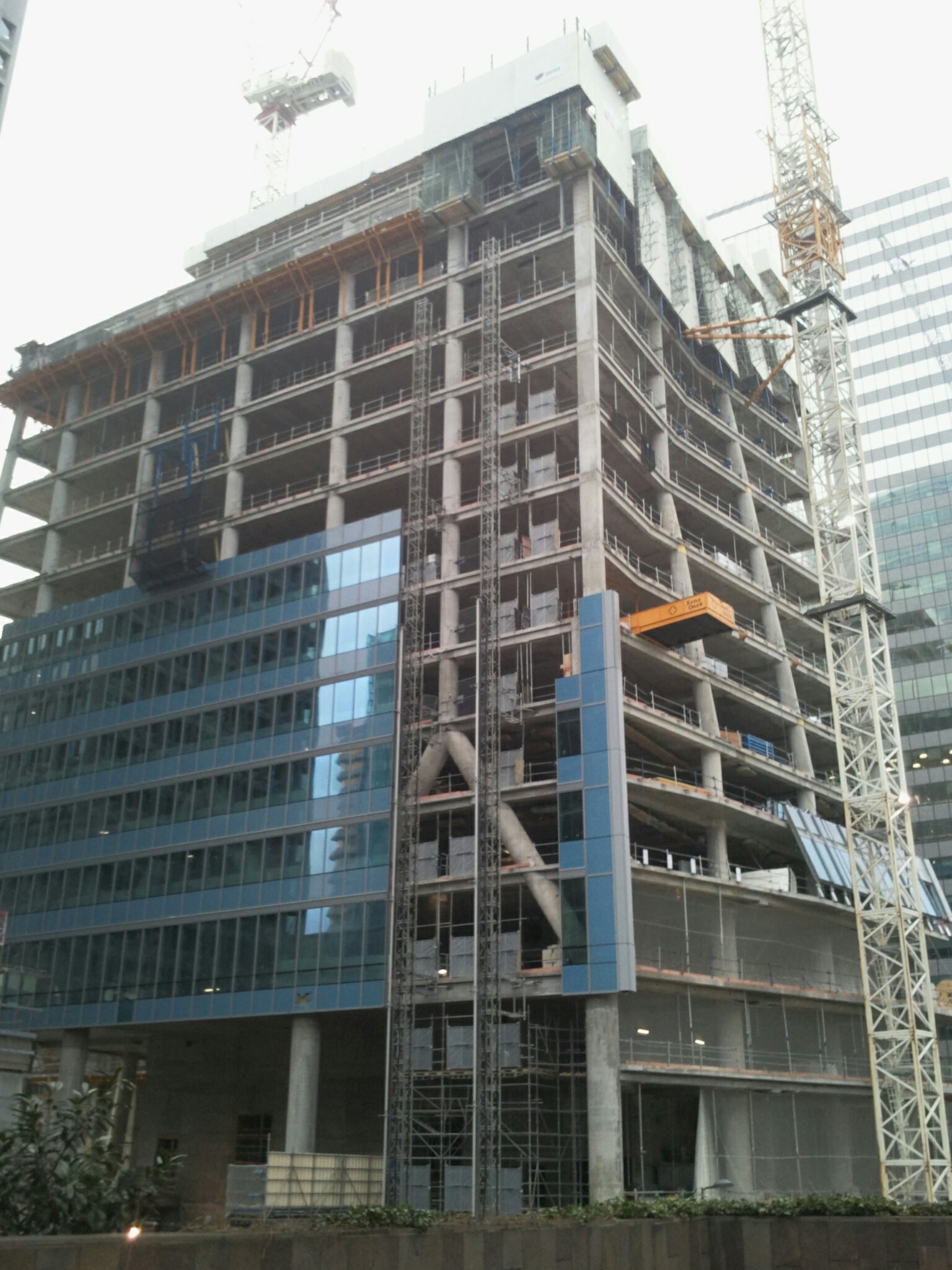
le chantier le 29 janvier 2012
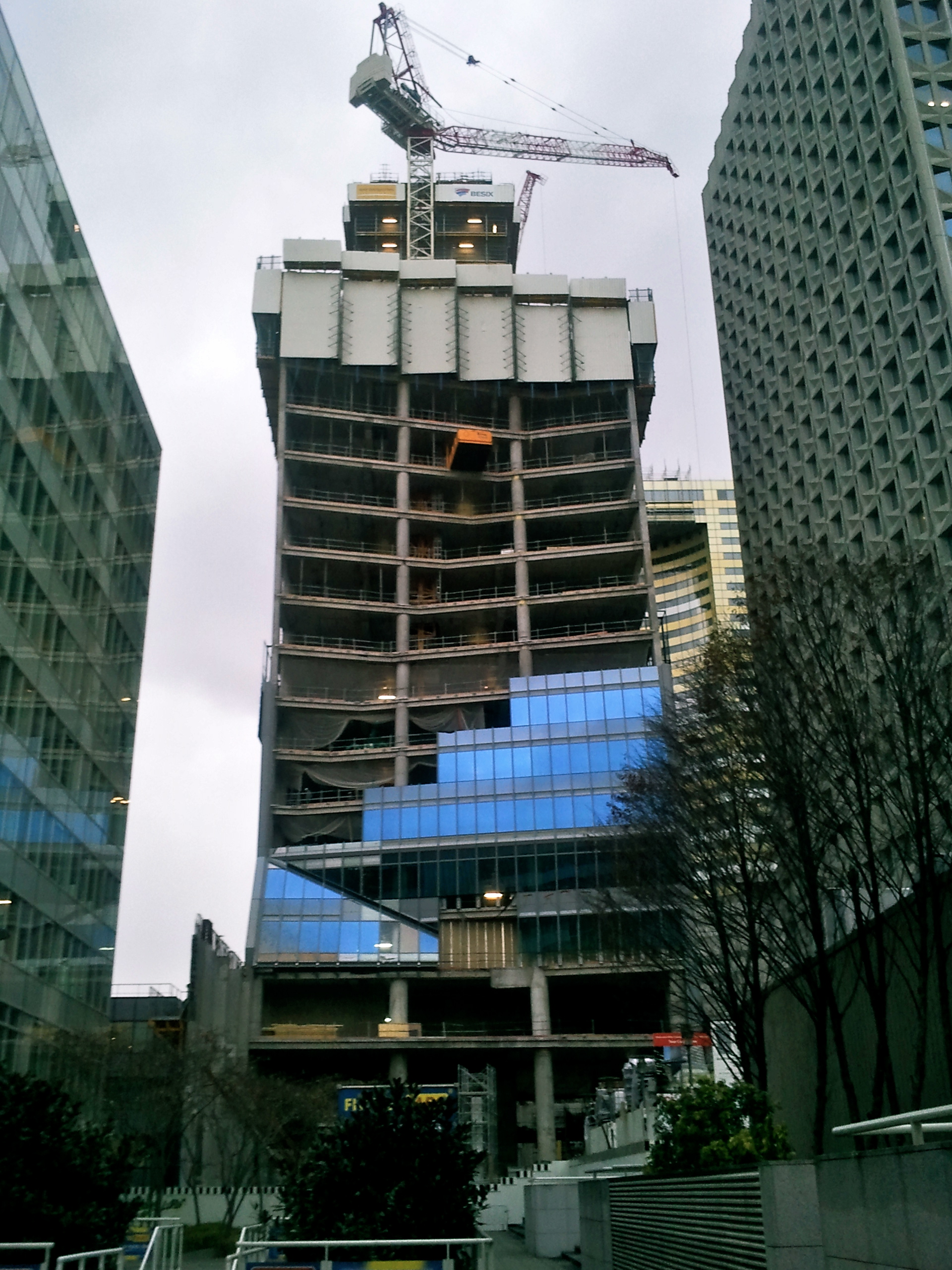
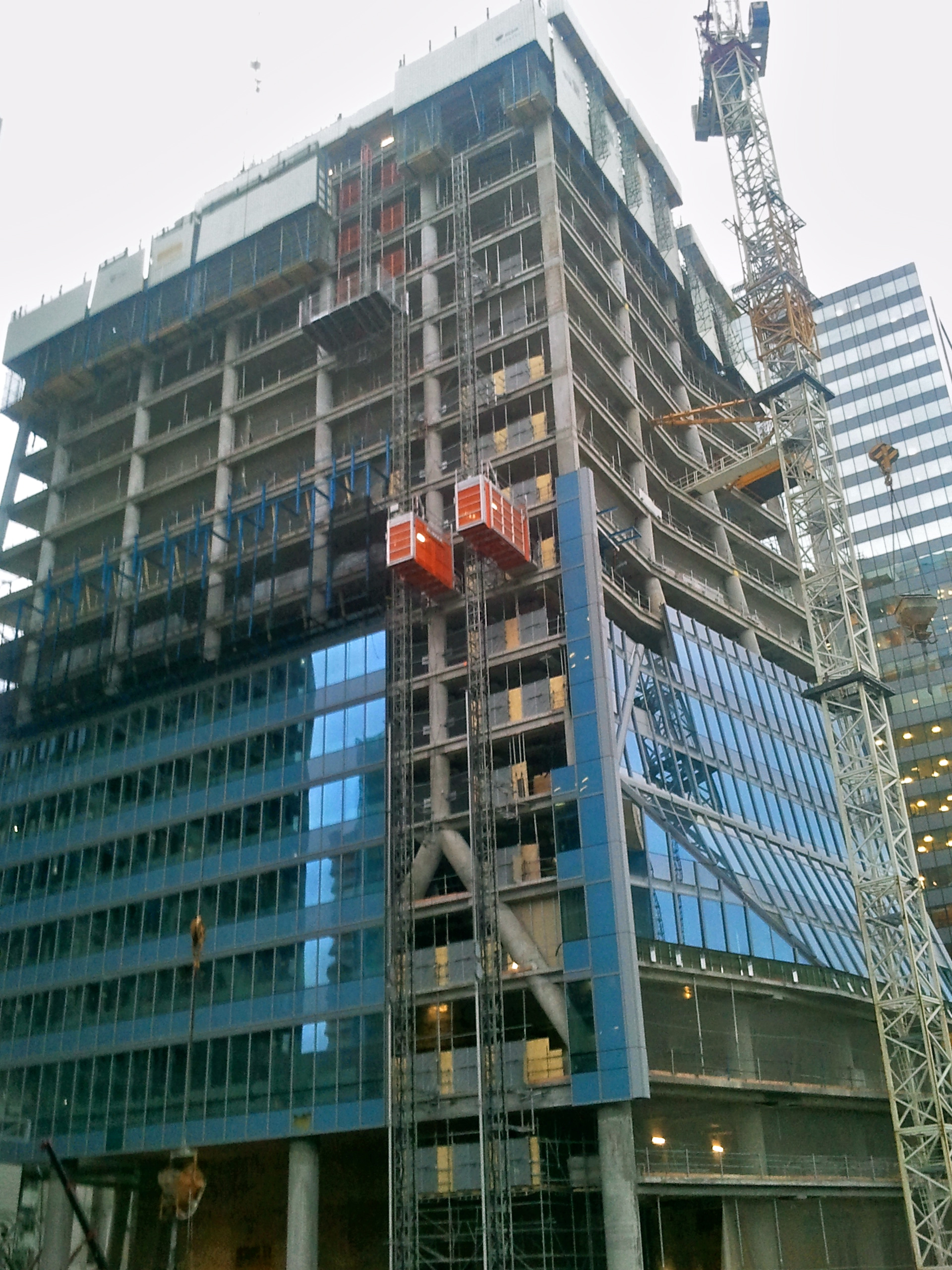
mars 2012